# Bol renversé

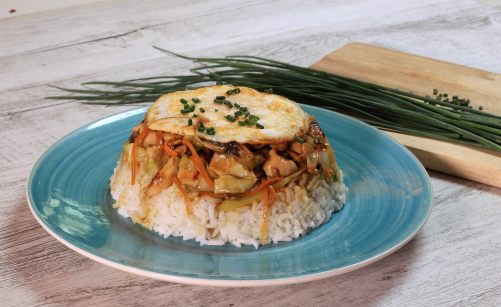
Bol renversé.

Un bol renversé est un plat d'origine chinoise. Il s'agit d'un monticule de riz recouvert d'un œuf que l'on place dans l'assiette où il est servi en renversant le bol hémisphérique qui originellement le contient.

## Description
Les recettes de bols renversés sont rarement composées uniquement de riz, celui-ci étant souvent accompagné de divers légumes (souvent des brèdes dans la cuisine réunionnaise), d'une ou plusieurs viandes coupées en lamelle (porc, poulet, bœuf) et parfois de sarcives (porc revenu ou mariné dans une sauce sucrée, généralement du miel et quelques assaisonnements).
Ceci est souvent la base de toute recette de bol renversé, mais on peut aussi y trouver, selon les lieux ou les goûts, des crevettes décortiquées, des champignons chinois ou de Paris, du gingembre, de la sauce d'huître, du vermouth blanc, de la sauce de soja, des carottes, du chou chinois ou blanc, des oignons verts ou ciboule, de l'alcool anisé, des courgettes, des poivrons…
La plupart des recettes consistent en un assortiment d'ingrédients variés selon les goûts, les lieux ou les moyens à disposition. Les variations des plats nommés « bol renversé » peuvent donc être très grandes.
Seule la forme de base du plat ne changera pas : un bol de riz mélangé (au-dessus ou en dessous) avec les autres ingrédients. Le bol est ensuite renversé dans l’assiette et surmonté d'un œuf au plat. En restaurant, l'opération est parfois effectuée devant le client.